# Gambier Islands
Le Gambier Islands sono un piccolo gruppo di isole situate tra la punta meridionale della penisola di Eyre e quella di Yorke, all'entrata del golfo di Spencer, nell'Australia Meridionale (Australia). Le isole e le acque circostanti (eccetto Wedge Island) fanno parte del Gambier Islands Group Marine Park che copre un'area di 120 km².

## Geografia
Le isole che compongono il gruppo si trovano a est-sud-est di Thistle Island: 
- Wedge Island, l'isola maggiore, alta 202 m.[2]
- North Island, si trova 2,3 km a nord-est di Wedge Island; è alta 47 m[3].
- South West Rock, affiorazioni rocciose con un'altezza massima di 21 m; sono situate 3,2 km a sud-ovest di Wedge Island[3].
- Peaked Rocks, due scogli di granito, a sud-est di Wedge Island, alti rispettivamente 65 m e 43 m[3].

## Fauna
Sono diffusi sulle isole i leoni marini e le otarie orsine meridionali.
Tra gli uccelli marini presenti: il pinguino minore blu, la berta codacorta e l'uccello delle tempeste facciabianca. Tra le altre specie di uccelli:
il pappagallo di roccia, l'occhione Willaroo, il falco pellegrino, il falco pescatore e l'aquila pescatrice panciabianca.

## Toponimo
Matthew Flinders le ha chiamate Gambier's Isles, il 24 febbraio 1802, in onore dell'ammiraglio James Gambier.